# Луцька повітова «Просвіта»
Луцька повітова «Просвіта» — громадська організація, що діяла 1918–1935 в м. Луцьку.

## Історія заснування і діяльності

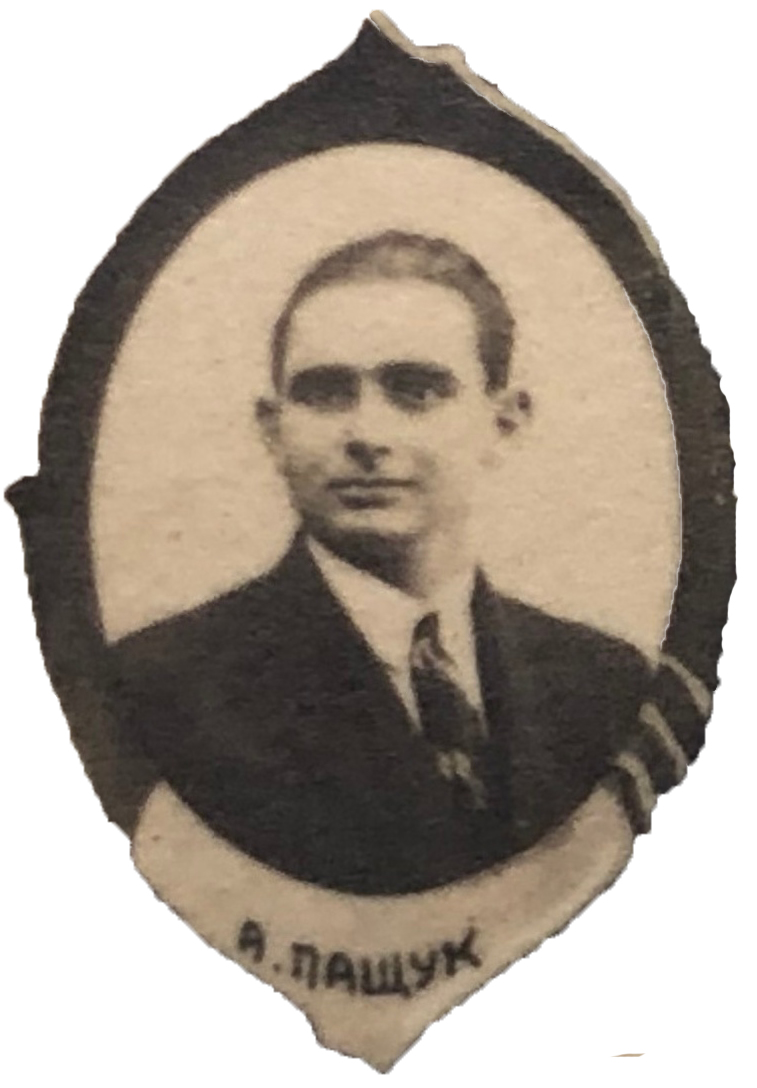
Андрій Пащук

Луцьку повітову «Просвіту» заснували місцеві вчителі Ільченко, П. Голубович, В. Федоренко, Р. Шкляр, С. Богуславський, Іван Власовський. Голова ради «Просвіти» від 14 березня 1920 р. — А. Пащук. Структура організації включала такі секції: музично-драматичну (голова І.Пилипчак), культурно-освітню (голова І. Власовський), бібліотечну (голова О. Левчанівська), організаційну (голова П. Голубович), книгарня «Нива» (діяла з 1920 до 1928, радіоаматорський гурток (з зими 1925–1926 рр.). Організація була легалізована. Крім того, Луцька повітова «Просвіта» мала філії — на липень 1922 28 філій у повіті.
Луцька повітова «Просвіта» займалася видавничою, лекційною діяльністю. Зокрема, було видано книги та підручники для початкових шкіл, Луцької гімназії, бібліотек. Тематика лекцій: з питань сільського господарства, гігієни, на теми морального виховання, з історії української культури. Цікавою формою роботи були «мандрівні бібліотеки», які передавалися від філії до філії або завозилися в села, де не було осередків «Просвіти» — ця акція діяла з 1926 р.
На початку 1930-х рр. польською владою були заборонені українські вивіски «Просвіти», чинилися всілякі перешкоди щодо постановки вистав, використання приміщень для культурно-освітніх цілей. Було закрито бюро правових порад та подань організації. За членство в «Просвіті» почали арештовувати й висилали у табори інтернованих. Організацію звинуватили в поширенні комуністичних ідей і в антиурядовій діяльності.
Питання про існування Луцької повітової «Просвіти» розглянула місцева влада і 16 грудня 1932 волининський воєвода видав постанову про її ліквідацію.